# 팀킬
팀킬(Team Kill)이란 멀티플레이어 게임에서 게임 상 같은 편 동료를 공격 또는 죽이는 것을 말하며 아군 공격(我軍攻擊)이라고도 한다. 이 시스템은 주로 1인칭 슈팅 게임에 적용되어 있으나 사실상 팀킬이라는 요소 때문에 플레이어와 플레이어 사이의 갈등이 일어나는 사회적 원인이 있을 수 있어 이 시스템을 적용하지 않는 경우가 많다.
비록 팀킬이 적용되었다 해도 어느 플레이어가 장난삼아 같은편 동료 플레이어를 사살하면 벌칙으로 게임에서 퇴장당하거나 차단될 수도 있다.
싱글플레이어 게임 같은 경우도 게임 진행 도중 특정한 캐릭터를 공격하거나 죽이면 게임 오버가 되거나 게임 진행이 바뀌어 버리는 경우도 있다.

## 같이 보기
- 아군 사격